# پایان روز طولانی
پایان روز طولانی (انگلیسی: The Long Day's Dying) فیلمی به کارگردانی پیتر کالینسن است که در سال ۱۹۶۸ منتشر شد. از بازیگران آن می‌توان به دیوید همینگز اشاره کرد.